# One Wonderful Night (film fra 1922)
One Wonderful Night er en amerikansk stumfilm fra 1922 af Stuart Paton.

## Medvirkende
- Herbert Rawlinson som John D. Curtis
- Lillian Rich som Hermione Fane
- Dale Fuller som Maid
- Sidney De Gray som A. F. Fane
- Joseph W. Girard
- Jean De Briac som Jean de Curtois
- Amelio Mendez som Anatole